# Raduga Kh-55
El misil crucero J-55 (en ruso: Х-55), llamado en China CJ-10. Es un misil ruso capaz de llevar una ojiva nuclear de 200 kilotones o convencional a un blanco ubicado a una distancia de 3.000 km. Puede ser lanzado desde un bombardero o desde un submarino. 
Fue diseñado por la Unión Soviética en el buró Izdeliye 120, realizó su primer vuelo en 1978, entró en producción en 1981 y en servicio en 1983. Es propulsado por un motor R95-300, y cuenta con pequeños alerones para aumentar su eficiencia en vuelo, capaz de volar a velocidad subsónica y a baja altitud (menor a 110 m), es guiado por un sistema inercial.
La versión mejorada J-55M entró en producción en 1986. Cuenta con sistema TERCOM que continuamente compara el terreno con imágenes tomadas por satélite usando un sistema Doppler en el ordenador. Esta versión cuenta con más combustible para extender su alcance de 2.500 a 3.000 km.
Este misil crucero puede ser lanzado por los bombarderos Tupolev Tu-95 y el Tupolev Tu-160.

## Usuarios
- Unión Soviética

Usados por la Fuerza Aérea y la Marina
- Rusia

La Fuerza Aérea Rusa y la Marina son los usuarios principales
- China

- Ucrania

Vendidos a Irán
- Irán

Adquiridos de Ucrania, número no determinado

### Misiles similares
- RK-55
- Taurus KEPD 350
- Storm Shadow
- AGM-129 ACM
- AGM-158 JASSM
- Ra'ad ALCM